# مدیکال پارک
مدیکال پارک (انگلیسی: Medical Park) شرکت مراقبت سلامت ترک است، که در سال ۱۹۹۵ تأسیس شد.